# Damarchilus nigricus
Espèce
Damarchilus nigricus est une espèce d'araignées mygalomorphes de la famille des Nemesiidae.

## Distribution
Cette espèce est endémique d'Arunachal Pradesh en Inde,. Elle se rencontre vers Itanagar.

## Description
La femelle holotype mesure 36,2 mm.

## Publication originale
- Siliwal, Molur & Raven, 2015 : New genus with two new species of the family Nemesiidae (Araneae: Mygalomorphae) from Arunachal Pradesh, India. Journal of Asia-Pacific Biodiversity, vol. 8, p. 43-48.